# Championnats d'Afrique d'athlétisme 2006
Navigation
Les 15es Championnats d'Afrique d'athlétisme ont eu lieu du 9 au 13 août 2006 au Stade Germain-Comarmond de Bambous, à Maurice. La compétition, organisée par la Confédération africaine d'athlétisme, réunit 456 athlètes issus de 41 pays.

## Résultats

### Hommes
| 100 m | Olusoji Fasuba 10 s 37                                                         | Uchenna Emedolu 10 s 44                                                               | Eric Nkansah 10 s 65                                                                             |
| 200 m | Uchenna Emedolu 20 s 61                                                        | Stéphan Buckland 20 s 67                                                              | Leigh Julius 20 s 82                                                                             |
| 400 m | Gary Kikaya 45 s 03                                                            | Paul Gorries 45 s 50                                                                  | Young Talkmore Nyongani 45 s 60                                                                  |
| 800 m | Alex Kipchirchir 1 min 46 s 62                                                 | Ismail Ahmed Ismail 1 min 46 s 65                                                     | Alfred Kirwa 1 min 46 s 85                                                                       |
| 1 500 m | Alex Kipchirchir 3 min 46 s 54                                                 | Adil Kaouch 3 min 46 s 72                                                             | Tarek Boukensa 3 min 46 s 81                                                                     |
| 5 000 m | Kenenisa Bekele 14 min 03 s 41                                                 | Mike Kigen 14 min 05 s 12                                                             | Moses Kipsiro 14 min 05 s 20                                                                     |
| 10 000 m | Moses Kipsiro 28 min 03 s 46                                                   | Mike Kigen 28 min 03 s 70                                                             | Abebe Dinkessa 28 min 05 s 07                                                                    |
| 3 000 m steeple | Paul Kipsiele Koech 8 min 11 s 74 (CR)                                         | Abdelkader Hachlaf 8 min 33 s 52                                                      | Ruben Ramolefi 8 min 39 s 67                                                                     |
| 110 m haies | Aymen Ben Ahmed 13 s 77                                                        | Joseph-Berlioz Randriamihaja 14 s 03                                                  | Ruan de Vries 14 s 05                                                                            |
| 400 m haies | Louis van Zyl 49 s 43                                                          | Alwyn Myburgh 49 s 88                                                                 | Kurt Couto 50 s 72                                                                               |
| 20 km marche | David Kimutai 1 h 23 min 58 s                                                  | Hatem Ghoula 1 h 25 min 02 s                                                          | Hicham Mejbar 1 h 25 min 15 s                                                                    |
| 4 × 100 m | Nigeria Peter Emelieze Uchenna Emedolu Adetoyi Durotoye Olusoji Fasuba 39 s 63 | Afrique du Sud Hannes Dreyer Leigh Julius Lee-Roy Newton Sherwin Vries 39 s 68        | Ghana Harry Adu Mfum Cyril Ferguson Seth Amoo Eric Nkansah 40 s 12                               |
| 4 × 400 m | Kenya George Kwoba Vincent Mumo Kiilu Sammy Rono Thomas Musembi 3 min 06 s 78  | Afrique du Sud Alwyn Myburgh Ofentse Mogawane Ruben Majola Paul Gorries 3 min 07 s 65 | Botswana Oganeditse Moseki California Molefe Gakologelwang Masheto Obakeng Ngwigwa 3 min 08 s 13 |
| Saut en hauteur | Kabelo Kgosiemang 2,30 m                                                       | Sere Boubakar 2,22 m                                                                  | Ramsey Carelse 2,22 m                                                                            |
| Saut à la perche | Okkert Brits 5,20 m                                                            | Mohamed bouhadjer 4,35 m                                                              | Hamdi Dhouibi 4,80 m                                                                             |
| Saut en longueur | Ignisious Gaisah 8,51 m (+3,7)                                                 | Khotso Mokoena 8,45 m (+4,2)                                                          | Issam Nima 8,37 m                                                                                |
| Triple saut | Tarik Bougtaib 17,25 m (+4,2)                                                  | Khotso Mokoena 16,67 m (+3,6)                                                         | Younès Moudrik 16,58 m (+3,7)                                                                    |
| Lancer du poids | Yasser Ibrahim Farag 18,93 m                                                   | Janus Robberts 17,88 m                                                                | Mohammed Medded 17,87 m                                                                          |
| Lancer du disque | Omar Ahmed El Ghazaly 61,11 m                                                  | Yasser Ibrahim Farag 54,38 m                                                          | Chima Ugwu 51,56 m                                                                               |
| Lancer du marteau | Chris Harmse 77,55 m (CR)                                                      | Saber Souid 72,66 m                                                                   | Mohsen El Anany 69,22 m                                                                          |
| Lancer du javelot | Gerhardus Pienaar 77,55 m                                                      | Gerbrandt Grobler 75,95 m                                                             | Walid Adb El Wahab 69,86 m                                                                       |
| Décathlon | Hamdi Dhouibi 7 566 points                                                     | Mourad Souissi 7 113 points                                                           | Terence Wepener 7 084 points                                                                     |
| Records et Performances - AR : Record continental (area record) - CR : Record des championnats (championship record) - MR : Record du meeting (meet record) - NR : Record national (national record) - OR : Record olympique (olympic record) - PR : Record paralympique (paralympic record) - PB : Record personnel (personal best) - SB : Meilleure performance personnelle de la saison (season's best) - WL : Meilleure performance mondiale de l'année (world leader) - WJR : Record du monde junior (world junior record) - WR : Record du monde (world record) Circonstances et Conditions - DNF : N'a pas terminé (did not finish) - DNS : N'a pas pris le départ (did not start) - DQ : Disqualification (disqualification) - NM : Aucun essai valable enregistré (No Mark) - Q : Qualifié « directement » au prochain tour (ou à la prochaine compétition), lors d'une compétition majeure, grâce au classement ou à la réalisation des minima (automatic qualifier) - q : Qualifié au prochain tour (ou à la prochaine compétition), lors d'une compétition majeure, grâce au repêchage ou à la réalisation de l'une des meilleures performances parmi celles des « non qualifiés directement » (grâce au meilleur temps ou à la meilleure distance par exemple) (secondary qualifier) |                                                                                |                                                                                       |                                                                                                  |

### Femmes
| 100 m | Vida Anim 11 s 58                                                                          | Geraldine Pillay 11 s 67                                                          | Endurance Ojokolo 11 s 95                                                                             |
| 200 m | Vida Anim 22 s 90                                                                          | Geraldine Pillay 23 s 11                                                          | Fabienne Feraez 23 s 15                                                                               |
| 400 m | Amy Mbacke Thiam 52 s 22                                                                   | Amantle Montsho 52 s 68                                                           | Louise Ayetotche 52 s 92                                                                              |
| 800 m | Janeth Jepkosgei 2 min 00 s 64                                                             | Maria de Lurdes Mutola 2 min 01 s 08                                              | Nouria Benida-Merah 2 min 02 s 18                                                                     |
| 1 500 m | Nouria Benida-Merah 4 min 23 s 26                                                          | Safa Issaoui 4 min 24 s 08                                                        | Berhane Hirpassa 4 min 24 s 09                                                                        |
| 5 000 m | Meseret Defar 15 min 56 s 00                                                               | Tirunesh Dibaba 15 min 56 s 04                                                    | Sylvia Jebiwott Kibet 15 min 57 s 14                                                                  |
| 10 000 m | Edith Masai 31 min 27 s 96 (CR)                                                            | Isabella Ochichi 31 min 29 s 43                                                   | Emily Chebet 31 min 33 s 39                                                                           |
| 3 000 m steeple | Jeruto Kiptum 10 min 00 s 02                                                               | Habiba Ghribi 10 min 10 s 93                                                      | Bouchra Chaâbi 10 min 11 s 52                                                                         |
| 100 m haies | Toyin Augustus 13 s 44                                                                     | Carole Kaboud Mebam 13 s 85                                                       | Gnima Faye 13 s 95                                                                                    |
| 400 m haies | Janet Wienand 56 s 97                                                                      | Houria Moussa 57 s 15                                                             | Aïssata Soulama 57 s 27                                                                               |
| 20 km marche | Nagwa Ibrahim Saleh 1 h 43 min 22 s                                                        | Arasa Asnaksh Abissa 1 h 45 min 31 s                                              | Ghania Amzal 1 h 46 min 05 s                                                                          |
| 4 × 100 m | Ghana Gifty Addy, Elizabeth Amolofo, Vida Anim, Esther Dankwah 44 s 43                     | Nigeria Toyin Augustus Francisca Idoko Gloria Kemasuode Endurance Ojokolo 44 s 52 | Cameroun Esther Solange Ndoumbe Carole Kaboud Mebam Joséphine Mbarga-Bikié Myriam Léonie Mani 46 s 43 |
| 4 × 400 m | Afrique du Sud Amanda Kotze, Estie Wittstock, Janet Wienand, Heide Seyerling 3 min 36 s 88 | Nigeria Alice Nwosu Mary Onyemuwa Kate Obilor Christiana Ekpukhon 3 min 37 s 00   | Kenya Josephine Nyarunda Elizabeth Muthuka Annet Mwanzi Lukhuyi Florence Wasike 3 min 39 s 79         |
| Saut en hauteur | Rene van der Merwe 1,84 m                                                                  | Nkeka Ukuh 1,80 m                                                                 | Sarah Bouaoudia 1,75 m                                                                                |
| Saut à la perche | Syrine Balti 4,21 m                                                                        | Nisrine Dinar 3,60 m                                                              | Lindi Roux 3,60 m                                                                                     |
| Saut en longueur | Joséphine Mbarga-Bikié 6,33 m                                                              | Kéné Ndoye 6,30 m                                                                 | Chinaza Amadi 6,23 m                                                                                  |
| Triple saut | Yamilé Aldama 14,71 m                                                                      | Kéné Ndoye 14,08 m                                                                | Otonye Iworima 13,88 m                                                                                |
| Lancer du poids | Vivian Chukwuemeka 17,45 m                                                                 | Wafa Ismail El Baghdadi 15,48 m                                                   | Monique Ngo Ngoué-Porée 14,99 m                                                                       |
| Lancer du disque | Elizna Naude 55,42 m                                                                       | Vivian Chukwuemeka 49,63 m                                                        | Suzanne Kragbe 49,05 m                                                                                |
| Lancer du marteau | Marwa Hussein Arafat 62,16 m                                                               | Blessing Egwu 51,77 m                                                             | Menakshee Totah 36,68 m                                                                               |
| Lancer du javelot | Justine Robbeson 60,60 m (PB/AR)                                                           | Sunette Viljoen 55,64 m                                                           | Lindy Leveau 54,41 m                                                                                  |
| Heptathlon | Janice Josephs 5 876 points                                                                | Céline Laporte 4 932 points                                                       | Nadège Foe Essama 3 808 points                                                                        |
| Records et Performances - AR : Record continental (area record) - CR : Record des championnats (championship record) - MR : Record du meeting (meet record) - NR : Record national (national record) - OR : Record olympique (olympic record) - PR : Record paralympique (paralympic record) - PB : Record personnel (personal best) - SB : Meilleure performance personnelle de la saison (season's best) - WL : Meilleure performance mondiale de l'année (world leader) - WJR : Record du monde junior (world junior record) - WR : Record du monde (world record) Circonstances et Conditions - DNF : N'a pas terminé (did not finish) - DNS : N'a pas pris le départ (did not start) - DQ : Disqualification (disqualification) - NM : Aucun essai valable enregistré (No Mark) - Q : Qualifié « directement » au prochain tour (ou à la prochaine compétition), lors d'une compétition majeure, grâce au classement ou à la réalisation des minima (automatic qualifier) - q : Qualifié au prochain tour (ou à la prochaine compétition), lors d'une compétition majeure, grâce au repêchage ou à la réalisation de l'une des meilleures performances parmi celles des « non qualifiés directement » (grâce au meilleur temps ou à la meilleure distance par exemple) (secondary qualifier) |                                                                                            |                                                                                   | |